# Poříčany (nádraží)
Poříčany jsou železniční stanice v severní části obce Poříčany v ulici Nádražní nedaleko říčky Šembery. Nachází se ve východní části středních Čech v Středočeském kraji, v okrese Kolín. Leží na železniční trati Praha – Česká Třebová a Poříčany–Nymburk.

## Historie
Poříčany procházela nově budovaná trať společnosti Severní státní dráha z Olomouce do Prahy, nádraží zde bylo nicméně zbudováno až roku 1874, naproti hospodě U Hroudů. Stanice vznikla v oblouku, kterým se původní dráha vyhýbala obci, aby drasticky nezasahovala do jejího urbanistického uspořádání. Společnost České obchodní dráhy pak napojila k nádraží roku 1882 železnici vedoucí do Sadské, následně prodlouženou do Nymburka, přesněji řečeno do stanice Nymburk město. O dva roky později bylo dostavěno nové nástupiště, ale z důvodu rostoucího počtu (zejména přestupujících) cestujících bylo nakonec rozhodnuto o vybudování nové výpravní budovy dokončené roku 1899. Vedle ní stála též samostatná budova nádražní restaurace.
Od roku 1948 začaly probíhat práce na elektrizaci trati soustavou 3 kV stejnosměrného proudu v úseku Poříčany-Pečky dokončené zprovozněním trati 1. června 1958. Došlo také k položení třetí dopravní koleje, demolici nádražní budovy a stavbě budovy nové, která byla otevřena roku 1964.

## Modernizace
Stanicí prochází První železniční koridor, leží na trase 4. Panevropského železničního koridoru. Roku 2018 byla dokončena rekonstrukce stanice a úpravy parametrů nádraží na koridorovou stanici: nachází se zde tři ostrovní nástupiště s podchodem, byl instalován elektronický informační systém pro cestující a výpravní budova prošla opravou. Expresní spoje mohou stanicí projíždět rychlostí až 160 km/h, nádražní provoz je řízen dálkově z Centrálního dispečerského pracoviště Praha.